# Ceriagrion malaisei
Ceriagrion malaisei là một loài chuồn chuồn kim trong họ Coenagrionidae.
Ceriagrion malaisei được miêu tả khoa học năm 1964 bởi Schmidt.